# Ostrá hůrka (Středolabská tabule)
Ostrá hůrka (278 m n. m.) je vrch v okrese Nymburk Středočeského kraje. Leží asi 1 km jjv. od obce Prodašice, na katastrálním území vsi Tuchom. Je to nejvyšší bod Rožďalovické tabule.
Jižně od vrchu pramení Bahenský potok v povodí Mrliny.

## Geomorfologické zařazení
Geomorfologicky vrch náleží do celku Středolabská tabule, podcelku Mrlinská tabule, okrsku Rožďalovická tabule a podokrsku Kopidlenská kotlina.

## Přístup
Automobilem se dá nejblíže dopravit do Prodašic a odtud jít pěšky po různých cestách na vrchol jižním směrem. Jižně od vrchu vede červená turistická značka Seletice – Tuchom.